# Aeroport Internacional de Narita
L'Aeroport Internacional de Narita (codi IATA: NRT, codi OACI: RJAA) (en japonès: 成田国際空港, Narita Kokusai Kūkō) és un dels aeroports internacionals que donen servei a l'àrea del Gran Tòquio, juntament amb l'Aeroport Internacional de Tòquio o també anomenat Aeroport de Haneda. Està situat a la ciutat de Narita, a la prefectura de Chiba i a 66 km al nord-est de la capital.
L'Aeroport Internacional de Narita és la principal entrada de tràfic internacional al Japó i és també el principal punt de connexió d'Amèrica amb Àsia. L'any 2011, l'aeroport va gestionar més de 28 milions de passatgers, aconseguint el segon lloc en el rànquing d'aeroports més ocupats del Japó. És un important centre de connexions per a Japan Airlines, All Nippon Airways i un hub secundari per a Delta Air Lines i United Airlines.

## Història
L'any 1962, el govern japonès va començar a investigar una alternativa a l'augment del tràfic aeri internacional a l'Aeroport Internacional de Tòquio (Aeroport de Haneda), i va proposar la construcció del Nou Aeroport Internacional de Tòquio (en japonès: 新東京国際空港, Shin-Tòquio Kokusai Kuko) per tal de gestionar els vols internacionals de Haneda.
Inicialment estava previst construir-lo en el territori del poble de Tomisato, però es va traslladar a 5 km del poble de Sanrizuka on la família imperial japonesa hi té propietats - el que va facilitar l'expropiació, però no va impedir les diferents protestes. El 1971, quan van començar les expropiacions, es van produir violents enfrontaments. Hi va haver oficialment 13 morts, entre els quals cinc agents de la policia, 291 pagesos detinguts i més d'un miler de joves que donaven suport als agricultors van resultar ferits i van ser arrestats durant els enfrontaments.
L'aeroport va ser inaugurat al març de 1978 però, a causa de la resistència al projecte, se'n va retardar la construcció per dos mesos.
La construcció de l'aeroport no s'ha completat. Inicialment, l'aeroport tenia previst comptar amb tres pistes d'aterratge (de 4.000 m, 2.500 i 3.000 m respectivament). Fins a l'any 2002, l'aeroport va estar equipat amb una sola pista fins quan aquest any es va construir una segona pista de 2.180 m. Des de l'1 d'abril de 2004, l'aeroport internacional de Narita és gestionat com una empresa privada.

## Terminals
- Terminal 1: aquesta terminal de passatgers està dividida en dos grans ales: l'Ala Nord i l'Ala Sud. L'Ala Nord és utilitzada pels membres de SkyTeam, excepte Virgin Atlantic i Aircalin. L'Ala Sud és utilitzada pels membres de la Star Alliance, excepte EVA Air, MIAT, Uzbekistan Airways, Vladivostok Air, Etihad Airways i Qatar Airways.
- Terminal 2: aquesta terminal disposa del seu propi sistema de transport massiu entre sales anomenat Terminal 2 Shuttle System. És utilitzada principalment per Japan Airlines i els membres de la Oneworld, excepte Air New Zealand, EgyptAir, China Southern Airlines, Vietnam Airlines i Emirates.

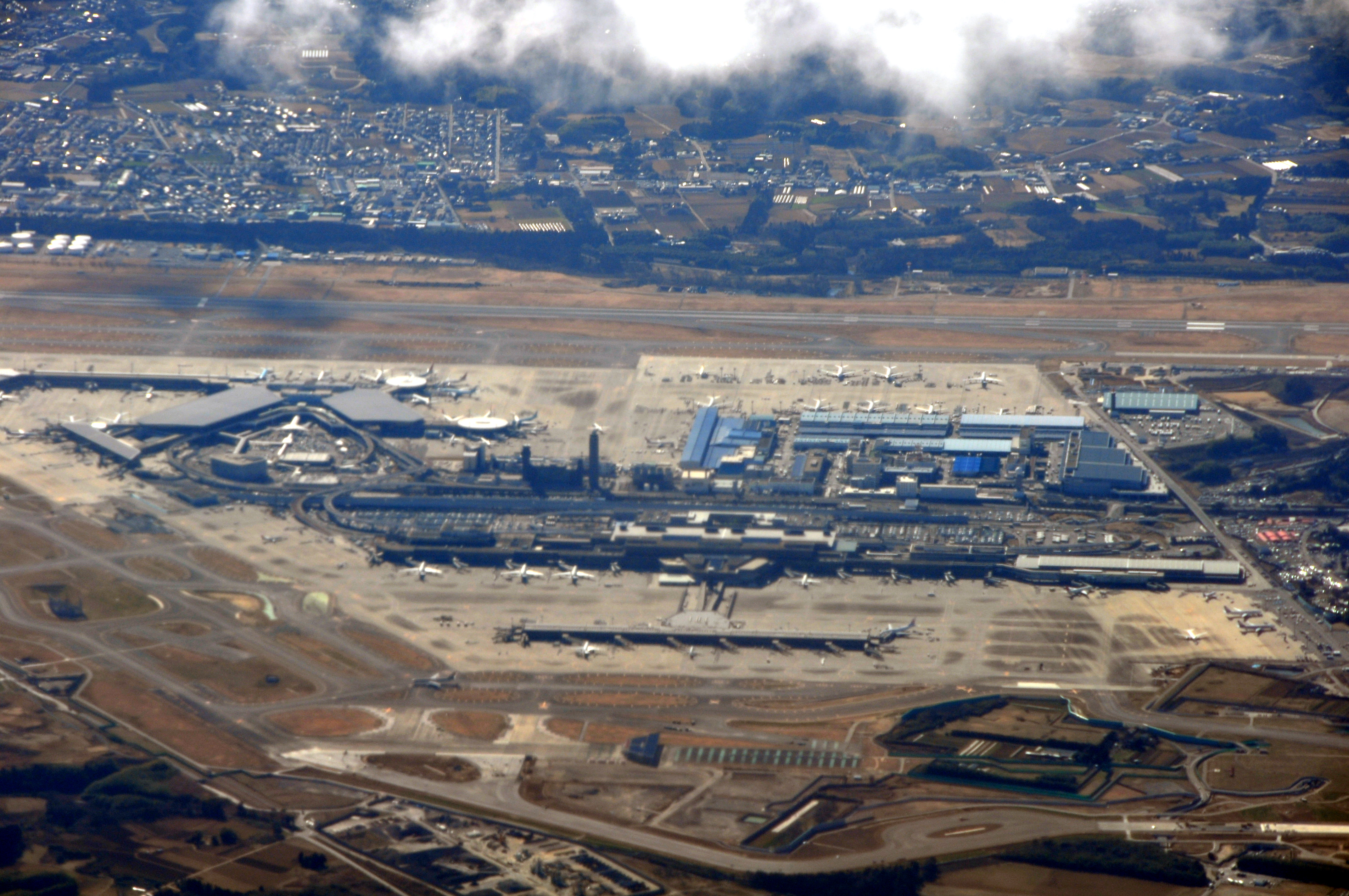
Vista aèria de l'Aeroport Internacional de Narita.
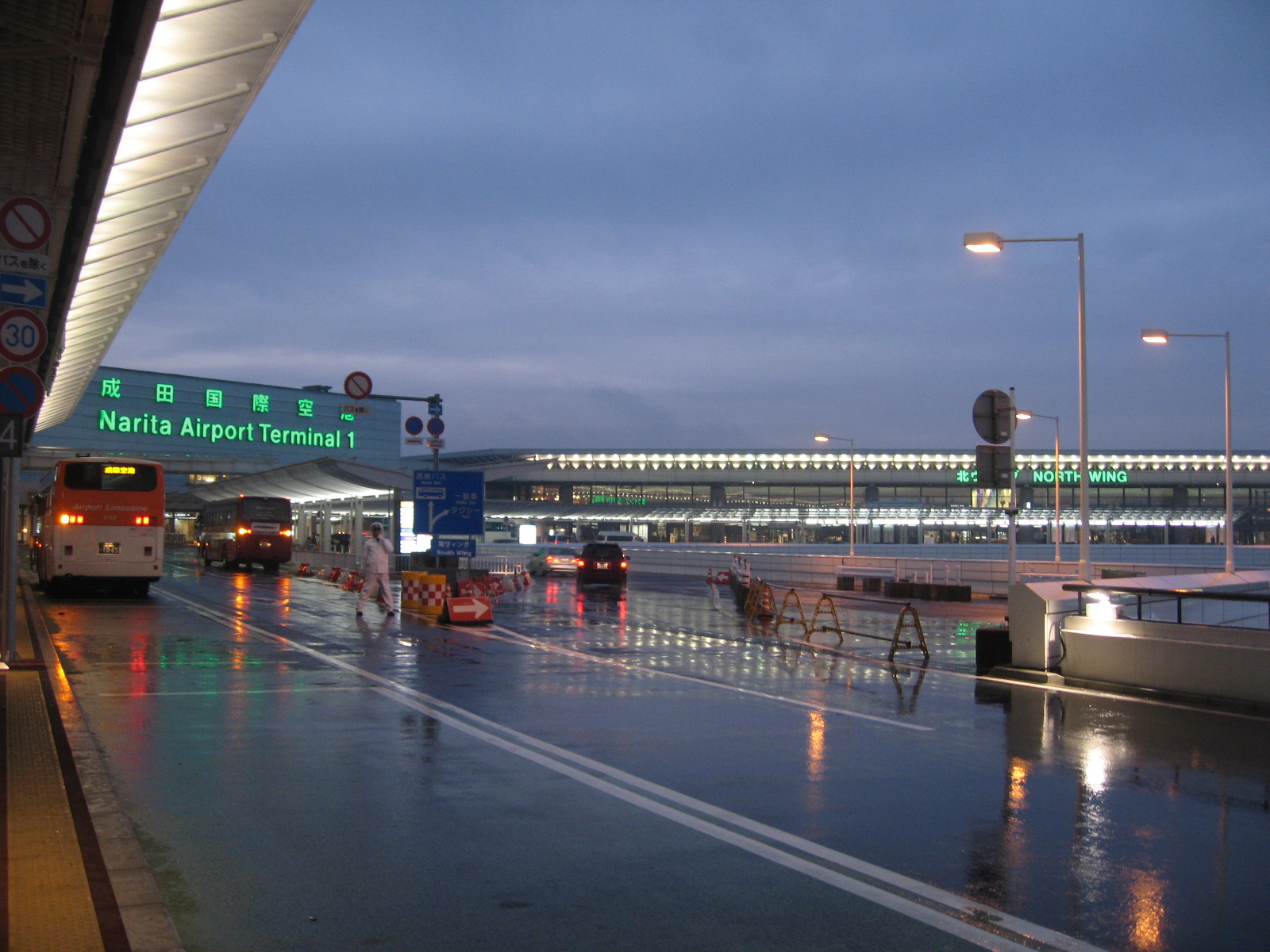
Exterior de l'edifici de la Terminal 1, amb l'ala Nord visible al darrere.
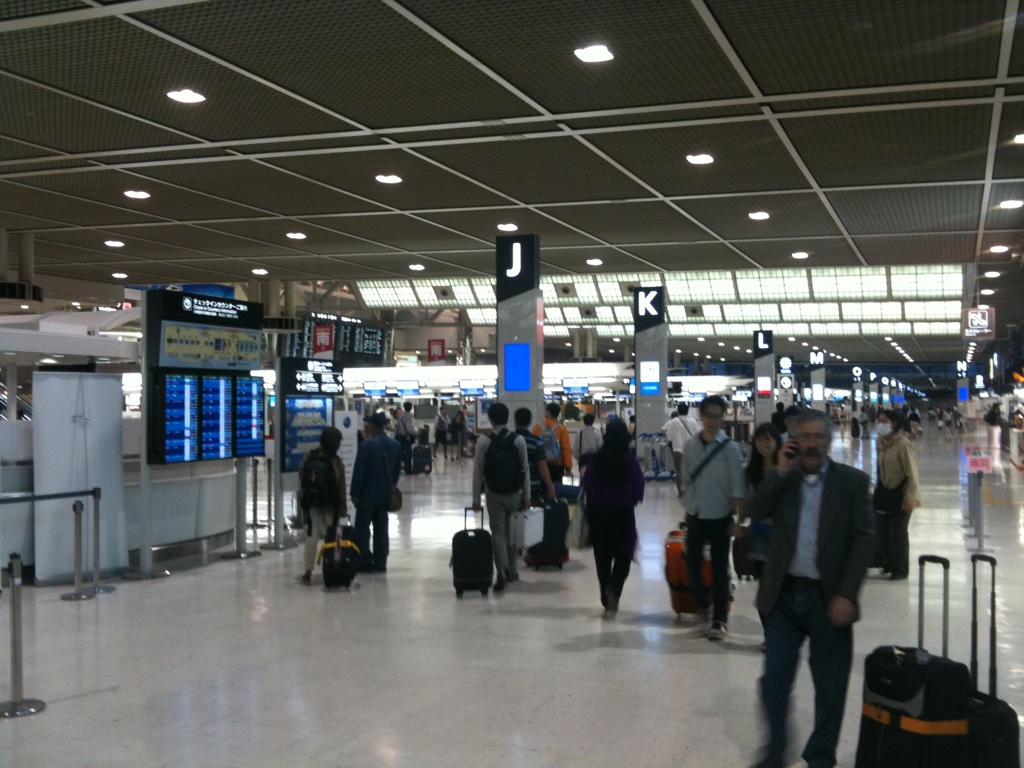
Sala d'espera per a les sortides de la Terminal 2.
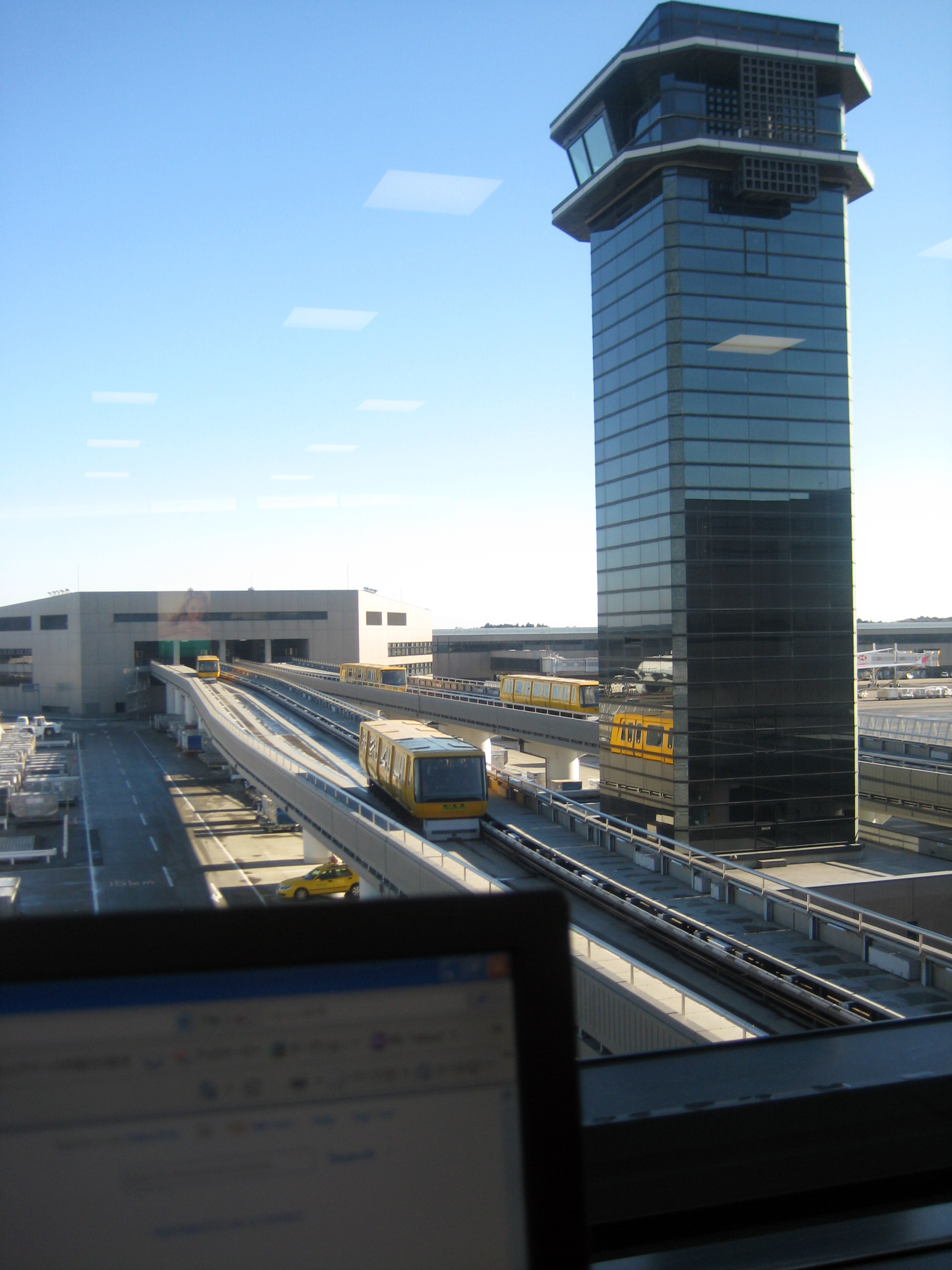
Torre de control i sistema de transport massiu entre sales de la Terminal 2.

## Aerolínies i destinacions
| Companyia                                              | Destinacions | Terminal |
| ------------------------------------------------------ | --- | -------- |
| Aeroflot                                               | Moscou-Xeremètievo | 1 Nord   |
| Aeroméxico                                             | Ciutat de Mèxic | 1 Nord   |
| Air Canada                                             | Toronto-Pearson, Vancouver de temporada: Calgary | 1 Sud    |
| Air China                                              | Pequín-Capital, Chengdu, Chongqing, Dalian, Shenzhen, Xangai-Pudong | 1 Sud    |
| Air France                                             | París-Charles de Gaulle | 1 Nord   |
| Air India                                              | Delhi | 2        |
| Air Macau                                              | Macau | 2        |
| Air New Zealand                                        | Auckland de temporada: Christchurch | 2        |
| Air Niugini                                            | Port Moresby | 2        |
| Air Tahiti Nui                                         | Papeete | 2        |
| Aircalin                                               | Nouméa | 1 Nord   |
| Alitalia                                               | Milà-Malpensa, Roma-Fiumicino | 1 Nord   |
| American Airlines                                      | Chicago-O'Hare, Dallas/Fort Worth, Los Angeles, Nova York-JFK | 2        |
| All Nippon Airways                                     | Bangkok-Suvarnabhumi, Pequín-Capital, Chicago-O'Hare, Frankfurt, Hangzhou, Jakarta, Londres-Heathrow, Los Angeles, Manila, Múnic, Naha, Nova York-JFK, Osaka-Itami, París-Charles de Gaulle, Qingdao, San Francisco, Sapporo-Chitose, Seül-Incheon, Shenyang, Singapur, Taipei-Taoyuan, Washington-Dulles, Xangai-Pudong | 1 Sud    |
| ANA operat per Air Central                             | Nagoya-Centrair, Sendai | 1 Sud    |
| ANA operat per Air Japan                               | Bangkok-Suvarnabhumi, Ciutat Ho Chi Minh, Dalian, Hong Kong, Honolulu, Singapur, Taipei-Taouyan | 1 Sud    |
| ANA operat per Air Nippon                              | Chengdu, Fukuoka, Guangzhou, Mumbai, Osaka-Itami, Xiamen | 1 Sud    |
| ANA operat per Ibex Airlines                           | Hiroshima, Komatsu, Sendai | 1 Sud    |
| Asiana Airlines                                        | Seül-Incheon | 1 Sud    |
| Austrian Airlines                                      | Viena | 1 Sud    |
| British Airways                                        | Londres-Heathrow | 2        |
| Cathay Pacific                                         | Hong Kong, Taipei-Taoyuan | 2        |
| China Airlines                                         | Honolulu, Kaohsiung, Taipei-Taoyuan | 2        |
| China Eastern Airlines                                 | Nanquín, Pequín-Capital, Xangai-Pudong, Xi'an | 2        |
| China Southern Airlines                                | Changchun, Dalian, Guangzhou, Shenyang | 2        |
| Continental Airlines                                   | Guam, Houston-Intercontinental, Newark | 1 Sud    |
| Delta Air Lines                                        | Atlanta, Bangkok-Suvarnabhumi, Busan, Detroit, Guam, Guangzhou, Hong Kong, Honolulu, Koror, Los Angeles, Manila, Minneapolis/St. Paul, Nova York-JFK, Pequín-Capital, Portland (OR), Saipan, Salt Lake City, San Francisco, Seattle/Tacoma, Seül-Incheon, Singapur, Taipei-Taoyuan, Xangai-Pudong | 1 Nord   |
| EgyptAir                                               | El Caire | 1 Sud    |
| Emirates                                               | Dubai | 2        |
| Etihad Airways                                         | Abu Dhabi | 1 Sud    |
| EVA Air                                                | Taipei-Taoyuan | 1 Sud    |
| Finnair                                                | Hèlsinki | 2        |
| Garuda Indonesia                                       | Denpasar/Bali, Jakarta | 2        |
| Hong Kong Airlines                                     | Hong Kong | 2        |
| Iberia                                                 | Madrid | 2        |
| Iran Air                                               | Pequín-Capital, Teheran-Imam Khomeini | 2        |
| Japan Airlines                                         | Bangkok-Suvarnabhumi, Busan, Chicago-O'Hare, Ciutat Ho Chi Minh, Dalian, Delhi, Frankfurt, Fukuoka, Guam, Guangzhou, Hanoi, Hong Kong, Honolulu, Jakarta, Kaohsiung, Kuala Lumpur, Londres-Heathrow, Los Angeles, Manila, Moscou-Domodédovo, Nagoya-Centrair, Nova York-JFK, Osaka-Itami, Osaka-Kansai, París-Charles de Gaulle, Pequín-Capital, Sapporo-Chitose, Seül-Incheon, Singapur, Sydney, Taipei-Taoyuan, Vancouver, Xangai-Pudong | 2        |
| Japan Airlines operat per JAL Express                  | Fukuoka, Nagoya-Centrair, Osaka-Itami | 2        |
| Japan Airlines operat per Japan Transocean Air         | Naha | 2        |
| Jetstar Airways                                        | Cairns, Gold Coast, Sydney | 2        |
| KLM                                                    | Amsterdam | 1 Nord   |
| Korean Air                                             | Busan, Jeju, Los Angeles, Seül-Incheon | 1 Nord   |
| Lufthansa                                              | Frankfurt, Múnic | 1 Sud    |
| Malaysia Airlines                                      | Kota Kinabalu, Kuala Lumpur, Kuching | 2        |
| MIAT Mongolian Airlines                                | Ulan Bator | 1 Sud    |
| Pakistan International Airlines                        | Islamabad, Karachi, Lahore, Pequín-Capital | 2        |
| Philippine Airlines                                    | Cebu, Manila | 2        |
| Qantas                                                 | Perth, Sydney | 2        |
| Qatar Airways                                          | Doha | 1 Sud    |
| Scandinavian Airlines                                  | Copenhaguen | 1 Sud    |
| Shenzhen Airlines                                      | Fuzhou | 1 Sud    |
| Singapore Airlines                                     | Los Angeles, Singapur | 1 Sud    |
| SriLankan Airlines                                     | Colombo, Malé | 2        |
| Swiss International Air Lines                          | Zuric | 1 Sud    |
| Swiss International Air Lines operat per Edelweiss Air | Zuric | 1 Sud    |
| Transaero Airlines                                     | de temporada: Sant Petersburg | 2        |
| Thai Airways International                             | Bangkok-Suvarnabhumi, Phuket | 1 Sud    |
| Turkish Airlines                                       | Istanbul-Atatürk | 1 Sud    |
| United Airlines                                        | Bangkok-Suvarnabhumi, Chicago-O'Hare, Honolulu, Los Angeles, San Francisco, Seattle/Tacoma, Seül-Incheon, Singapur, Taipei-Taoyuan, Washington-Dulles de temporada: Pequín-Capital | 1 Sud    |
| Uzbekistan Airways                                     | Taixkent | 1 Sud    |
| Vietnam Airlines                                       | Ciutat Ho Chi Minh, Hanoi | 2        |
| Virgin Atlantic Airways                                | Londres-Heathrow | 1 Nord   |
| Vladivostok Air                                        | Khabàrovsk, Iujno-Sakhalinsk, Petropàvlovsk-Kamtxatski [xàrter], Vladivostok | 1 Sud    |

## Connexions amb transport públic

### Autobús
Hi ha serveis regulars d'autobús a la Terminal Aèria de la Ciutat de Tòquio en 55 minuts, als principals hotels i estacions de ferrocarril a l'àrea del Gran Tòquio amb una durada d'uns 35 a 120 minuts. Aquests serveis per carretera són sovint més lents que els trens a causa dels embusos de trànsit. L'operador principal d'aquests serveis és el Servei de Transport de l'Aeroport sota el nom de "Friendly Airport Limousin". També hi ha serveis de nit a les ciutats de Kyoto i Osaka.

### Tren
L'aeroport de Narita té tres connexions per ferrocarril, operades per JR East, Keisei Electric Railway i Ferrocarril Ràpid de Narita. Tots els trens cap i des de Narita paren a l'estació de l'aeroport de Narita (成田空港 駅, Narita-Kuko-eki) a la Terminal 1 i a l'estació de la Terminal 2. El tren Shibayama fa una parada a l'estació de Higashi-Narita connectant per una passarel·la amb la Terminal 2.